# Henrik Jansson (politiker)
Henrik Gösta Sigfrid Jansson, född 11 oktober 1973 i Mullsjö i Nykyrka församling i dåvarande Skaraborgs län, är en svensk moderat politiker. 
Henrik Jansson var kommunstyrelsens ordförande i Mullsjö kommun från 2008 till 2014 och är sedan dess oppositionsråd där. Han efterträddes av Linda Danielsson som ks-ordförande.
Jansson är son till regionrådet Håkan Jansson och Gun, ogift Karlsson.